# منوچهر لاریجانی
منوچهر لاریجانی (۱۳۲۴–۱۳۹۰) بازیگر سینما و تلویزیون اهل ایران بود.

## گزیدهٔ آثار

### سینما
- مرد پنجم (۱۳۷۳)
- ستاره دنباله‌دار (۱۳۶۴)

### تلویزیون
| سال       | نام                      | سمت    | کارگردان               | توضیحات                                                       |
| --------- | ------------------------ | ------ | ---------------------- | ------------------------------------------------------------- |
| ۱۳۷۷      | به‌سوی افتخار             | بازیگر | سیروس مقدم             | شبکهٔ ۳                                                        |
| ۱۳۷۶      | رد پای دوست              | بازیگر | عباس رنجبر             | شبکه ۲                                                        |
| ۱۳۷۵      | تله‌فیلم کوتاه «انشاء»    | بازیگر | اسماعیل میهن‌دوست       | شبکه ۱                                                        |
| ۱۳۷۵      | فروشگاه                  | بازیگر | احمد بهبهانی           | شبکه ۳                                                        |
| ۱۳۷۳      | حکایتی و حکمتی           | بازیگر | مجتبی یاسینی           | کارگردان تلویزیونی: «بهنام رادمرد»                            |
| ۱۳۷۱      | سارا                     |        |                        |                                                               |
| ۱۳۷۱      | پند فردا                 | بازیگر | مجتبی یاسینی           | گروه کودک و نوجوان شبکه ۲ کارگردان تلویزیونی: «منیر نیاززاده» |
| ۱۳۷۱–۱۳۷۰ | زندگی                    | بازیگر | حسین مروی              | شبکه ۲                                                        |
| ۱۳۷۰      | امام علی                 | بازیگر | داوود میرباقری         | در نقش «طلحه»                                                 |
| ۱۳۷۰      | پنجره‌ای رو به آفتاب      | بازیگر | حسین مروی              | شبکه ۲                                                        |
| ۱۳۶۸      | آقای خیالاتی (آقای دلار) | بازیگر | مجید بهشتی             | شبکه ۱                                                        |
| ۱۳۶۸      | آخرین روز تابستان        | بازیگر | شیرین جاهد حسین سحرخیز | در برنامه کودک پخش می‌شد.                                      |
| ۱۳۶۸      | بچه‌های مدرسه             | بازیگر | مجتبی یاسینی           | از برنامه کودک شبکه ۲ پخش شد.                                 |
| ۱۳۶۷      | ماجراهای خانه ما         | بازیگر | مجتبی یاسینی           | در نوروز ۱۳۶۸ از برنامه کودک شبکه ۱ پخش شد.                   |
| ۱۳۵۷      | شبکه صفر                 | بازیگر | حسن خیاط‌باشی           | مجموعه‌ای کمدی-انتقادی در زمینه مسائل روز جامعه                |